# 金星ロケット発進す
『金星ロケット発進す 』（きんせいロケットはっしんす、原題：Der schweigende Stern）は、1960年に公開された、東ドイツ、ポーランド合作のSF映画。

## 概要
ポーランドのSF作家、スタニスワフ・レムの小説Astronauci （直訳：宇宙飛行士たち ）を基にしたSF映画である。
日本では松竹セレクトの配給で、アメリカではクラウン・インターナショナル・ピクチャーズの配給で1962年に First Spaceship on Venusの題で「大怪獣バラン」と同時上映された。

## あらすじ
1970年、ゴビ砂漠で奇妙な隕石が発見された。分析の結果それは一種の記録装置であること、また金星から飛来したものであると結論付けられた。世界各国は金星に向けて電波を送るが反応はない。
そこで科学者グループはソ連の宇宙船「コスモクラトール」で金星探査をすることを決定したのだが・・・

## 出演者
- 谷洋子
- オルドリッチ・ルークス
- イグナーチ・マホフスキ
- ミハイル・N・ポストニコフ
- ルチーナ・ウィンニッカ

## スタッフ
| 監督 | クルト・メーツィヒ Kurt Maetzig            |
| 音楽 | アンジェイ・マルコフスキ Andrzej Markowski |
| 撮影 | ヨアヒム・ハスラー Joachim Hasler          |
| 編集 | レナ・ノイマン Lena Neumann                |